# Макацария, Александр Давидович
Александр Давидович Макацария (род. 11 марта 1944 года) — советский и российский учёный-гинеколог, специалист в области акушерства и гинекологии, член-корреспондент РАМН (2011), академик РАН (2019).

## Биография
Родился 11 марта 1944 года.
В 1966 году — окончил 1-й Московский медицинский институт.
С 1966 по 1971 годы — клиническая ординатура, затем аспирантура под руководством академика Л. С. Персианинова на кафедре акушерства и гинекологии там же.
В 1981 году — защитил докторскую диссертацию, тема: «Патогенез, принципы диагностики и терапии синдрома диссеминированного внутрисосудистого свертывания крови при некоторых тяжелых формах акушерской патологии».
С 1987 года по настоящее время — заведующий кафедрой акушерства и гинекологии и руководителем лаборатории патологии гемостаза медико-профилактического факультета Сеченовского университета.
В 2011 году — избран членом-корреспондентом РАМН.
В 2014 году — стал членом-корреспондентом РАН (в рамках присоединения РАМН и РАСХН к РАН).
В 2019 году - избран академиком РАН.

## Научная деятельность
Специалист в области клинической гемостазиологии.
Основоположник самостоятельного научного направления — клиническая гемостазиология в акушерстве, гинекологии и перинатологии
Под его руководителем защищено 80 кандидатских и докторских диссертаций.
Автор более 1200 научных трудов, в том числе 40 монографий.
- «Антифосфолипидный синдром в акушерской практике»;
- «Болезнь Виллебранда в практике врача акушера-гинеколога»;
- «Беременность и врожденные пороки сердца»;
- «Тромбофилические состояния в акушерской практике».
- «Тромбозы и тромбоэмболии в акушерско-гинекологической практике»;
- «Системные синдромы в акушерско-гинекологической клинике»;
- «Тромбогеморрагические осложнения в акушерско-гинекологической практике»;
- «Тромботические микроангиопатии в акушерской практике»;
- «Беременность высокого риска» (совместно с профессором Корнеллского Университета Ф. Червенаком);
- «Артериальные и венозные тромбозы в акушерской практике» (совместно с профессором Б. Бреннером (Израиль).

## Награды
- Орден Дружбы (2024)[3]
- Заслуженный врач Российской Федерации (2014)[4]
- Премия имени В. Ф. Снегирева
- Почётная грамота Российской академии наук (27 февраля 2024) — за многолетний плодотворный труд на благо медицинской науки в области акушерства, гинекологии и перинатологии, успешную научно-организационную деятельность, подготовку научных кадров высшей квалификации и в связи с юбилеем